# Marius Roux-Renard
Marius Roux-Renard, né le 16 mai 1870 à Orange et mort à Avignon le 15 août 1936, est un peintre français de la Nouvelle école d'Avignon.

## Biographie
Il entre à l'école des beaux-arts d'Avignon dans l'atelier de Pierre Grivolas. Celui-ci l'encourage à poursuivre ses études à l'école des beaux-arts de Paris où il devient l'élève de Gustave Moreau. 
Il débute au Salon des artistes français de 1893 où ses paysages provençaux retiennent l'attention de la critique. Celle-ci s'enthousiasme en 1906, lorsqu’il expose ses toiles Semaine en Provence et Puits ensoleillé au Salon des indépendants. À l'été 1908, il séjourne dans le village alpin de La Morte, en Isère. Il y peindra quelques toiles représentants les habitants et les paysages locaux.
Après la Première Guerre mondiale, en 1920, il est nommé peintre officiel de la Marine. Activité qui ne l'empêche pas de continuer à peindre ses Comtadines et ses paysages provençaux comme Paysage de printemps à Villeneuve-lès-Avignon.
Il meurt à Avignon en 1936.

## Œuvres
- Semaine en Provence (1906)
- Puits ensoleillé (1906)
- Paysage de printemps à Villeneuve-lès-Avignon.
- Portrait de Comtadine (Isidorine Bouvet), huile sur toile, Musée Comtadin-Duplessis, Carpentras